# مای نیم ایز لیلا
مای نیم ایز لیلا اثری در قالب رمان از بی‌تا ملکوتی است. این نخستین رمان وی پس از چاپ دو مجموعه داستان کوتاه تابوت خالی و فرشتگان و پشت صحنه در ایران است. این رمان به زبان کردی نیز منتشر و در کردستان عراق به چاپ دوم رسیده‌است.

ملکوتی در مورد رمان مای نیم ایز لیلا می‌گوید:
یکی از دلایلی که این کار را برای خودم دوست داشتنی و جذاب می‌کند، نوشتن در فضایی بود که سانسوری وجود نداشت. من این رمان را بدون فکر سانسور و سانسورچی نوشتم و تا آنجا که در توانم بود سعی کردم خودسانسوری را هم کنار بگذارم و این حس به‌غایت جذاب و هیجان انگیز بود و من تا قبل از آن تجربه اش نکرده بودم. بکر بودن این تجربه مثل بکر بودن اولین بوسه در نوجوانی بود.
این رمان را در ماه‌های اول مهاجرتم از ایران نوشتم. در حقیقت این رمان نتیجه تلاش من برای احساس زنده بودن و زندگی در سرزمینی جدید با تمام سرگشتگی‌ها و کم شدن‌ها بود. من با نوشتن اش خودم را دوباره پیدا کردم. انگار به هوای جدیدی که تنفس می‌کردم بگویم اسم من بی تاست… تنها وجه مشترک من و لیلا تلاش برای یافتن خود واقعی است در میان مردم و فرهنگی غریب و ناآشنا. شاید از این منظر شخصی‌ترین کار من باشد.
فلَش‌بک‌های متعدد از ویژگیهای رمان «مای نیم ایز لیلا» است و در خلال همین گذار از حال به گذشته‌است که خواننده با زوایای پنهان زندگی و روحیات کاراکتر اصلی و دیگر شخصیت‌های داستان آشنا می‌شود.

## داستان
مای نیم ایز لیلا داستان زندگی چند مهاجر ایرانی در امریکا است که با کوله باری از تضادها، گره‌های ذهنی، وابستگی‌ها و بحرانهای سرزمین مادری به سرزمینی دیگر مهاجرت کرده‌اند، ولی شیوه زندگی در جامعه بیگانه برایشان مشکلات جدیدی را به همراه دارد.